# Halasi Erzsébet
Halasi Erzsébet (eredeti nevén Hack Erzsébet) (Szeged, 1940. október 5. – Nagyvárad, 2014. augusztus 12.) erdélyi magyar színművész, a nagyváradi Szigligeti Színház tagja, Halasi Gyula lánya.

## Életpályája
Édesapja Halasi Gyula színművész, a nagyváradi magyar színjátszás meghatározó alakja volt. Halasi Erzsébet a marosvásárhelyi Szentgyörgyi István Színművészeti Intézetben végzett 1961-ben. Ettől az évtől a nagyváradi színház tagja nyugalmazásáig.
Sok lírai és karakterszerepet játszott, főként talpraesett lányokat, asszonyokat. 2011-ben megünnepelték Halasi Erzsébet pályafutásának 50. évfordulóját a Jutalomjáték című előadással.

„„Azt mondják, hogy a színészmesterséghez szerencse is kell. Bizonyára így van, de csak a tehetséges színész válhat művésszé. Halasi Erzsébet nagy művész. Erről tanúskodnak az alakításai, az, hogy minden műfajban képes kiválót alkotni. Drámai hősnőként éppoly maradandót alkotott, mint szubrettként, vagy vígjátékok főszereplőjeként””

– Simon Judit könyvéből

## Főbb szerepei
- Abigail (Salemi boszorkányok)
- Curleyné (Egerek és emberek)
- Tóth Mari (Noszty fiú esete Tóth Marival)
- Pólika,  Zsani néni (Nem élhetek muzsikaszó nélkül)
- Judit (Az ördög cimborája)
- Alice (Play Srindberg)

## Kitüntetései
- Nívódíj 2009
- Nemzeti Erőforrás Minisztérium Életműdíja, 2010
- EMKE Poór Lili-díj, 2011
- Szigligeti-gyűrű, 2011